# مارشال سنو
مارشال سنو (بالإنجليزية: Marshall Snow)‏ هو مؤرخ أمريكي، ولد في 17 أغسطس 1842، وتوفي في 28 مايو 1916.